# Harald Koch (Rechtswissenschaftler)
Harald Koch (* 1943) ist ein deutscher Jurist und ehemaliger Hochschullehrer an der Universität Rostock und der Humboldt-Universität zu Berlin.

## Leben
Nach dem Studium der Rechtswissenschaft in Bonn, Tübingen und Hamburg legte Koch 1967 das 1. Staatsexamen in Hamburg ab. Anschließend absolvierte er dort die Referendarausbildung und im Jahr 1971 das 2. Staatsexamen. Koch war wissenschaftlicher Mitarbeiter an der Universität Hamburg und wurde 1972 mit einer rechtsvergleichenden Arbeit bei Konrad Zweigert promoviert. Von 1973 bis Ende 1974 war er mit einem DFG-Forschungsstipendium an der University of California, Berkeley. Anschließend kehrte er als wissenschaftlicher Assistent an die Universität Hamburg zurück und schloss dort seine prozessrechtsvergleichende Habilitation ab.
Koch übernahm 1978 eine erste Professur für Recht der Wirtschaft an der Universität Hamburg und folgte 1980 einem Ruf auf eine Professur für Zivilrecht und Verfahrensrecht an der Universität Hannover. Dort lehrte er Bürgerliches Recht, Zivilprozessrecht, Internationales Privatrecht und Rechtsvergleichung bis 1992 und wurde danach an die wiedererrichtete Juristische Fakultät der Universität Rostock berufen. Dort wurde er Direktor des Instituts für Internationales Recht und des Instituts für Anwaltsrecht und wirkte zudem seit 1994 bis zu seiner Emeritierung 2008 als Richter am Oberlandesgericht Rostock an dessen 2. Zivilsenat mit. Mehrere Gastprofessuren führten ihn 1984, 1994, 1997 und 2002 an die Universitäten von California (Berkeley), Virginia (Charlottesville) und Tulane (New Orleans).
Nach der Emeritierung berief ihn die Humboldt-Universität zu Berlin auf eine Senior-Professur, wo er bis 2014 Internationales Zivilverfahrensrecht, Internationales Handels- und Gesellschaftsrecht, Rechtsvergleichung und Anglo-American Law unterrichtete und im Institut für Anwaltsrecht zum Direktorium gehört.

## Werke (Auswahl)
- Bereicherung und Irrtum (Diss. 1972)
- Prozessführung im öffentlichen Interesse (Habilitationsschrift 1983)
- IPR und Rechtsvergleichung (zus. mit Magnus u. Winkler v. Mohrenfels, 4. Aufl. 2010)
- Verbraucherprozessrecht (2. Aufl. 2019)
- Modernes Schadensmanagement bei Großschäden (zus. mit A. Willingmann, 2002);
- Civil Procedure in Germany (mit F. Diedrich, 2nd ed. 2006).